# The Leap From the Water Tower
The Leap from the Water Tower è un cortometraggio muto del 1915 diretto da J.P. McGowan che interpreta anche il ruolo del pompiere. L'australiano McGowan che, in realtà, era il marito di Helen Holmes, la protagonista del serial, interpreta spesso in questi film il ruolo del villain.
È il nono episodio del serial The Hazards of Helen

## Trama
Rand, un pompiere vendicativo, mette fuori uso i freni di una locomotiva che scende dalla Lone Pine Hill. Resasi conto del pericolo imminente, Helen si arrampica su uno dei contenitori d'acqua di fianco ai binari, aspettando il passaggio del treno. Salta su un vagone, riuscendo ad avvisare Wadsworth, l'ingegnere della ferrovia di ciò che sta per capitare. Wadsworth ferma il treno e, ammirato, si dichiara a Helen. Ma la ragazza non è ancora pronta per il matrimonio...

## Produzione
Il film fu prodotto dalla Kalem Company.

## Distribuzione
Distribuito dalla General Film Company, il film - un cortometraggio in una bobina - uscì nelle sale cinematografiche USA il 9 gennaio 1915. Copia della pellicola si trova conservata negli archivi del Film Preservation Associates (Blackhawk Films collection) e in una collezione privata (positivo 8 mm e 16 mm).